# 協和村 (広島県)
協和村（きょうわむら）はかつて広島県芦品郡に存在した村である。1975年2月1日に府中市に編入されて消滅した。

## 沿革
- 1889年4月1日 - 町村制施行により芦田郡阿字村，木野山村，桑木村，行縢村が成立。
- 1898年10月1日 - 芦田郡が品治郡と合併して芦品郡となる。
- 1913年2月1日 - 木野山村，桑木村，行縢村が合併して大正村となる。
- 1949年7月1日 - 大正村の旧桑木村部分が神石郡高蓋村（現：神石高原町）に編入される。
- 1955年3月17日 - 阿字村と大正村がそれぞれ甲奴郡上下町（現：府中市）斗升の一部を編入する。
- 1955年3月31日 - 芦品郡阿字・大正両村が対等合併して成立した。成立当初の名称は共和村だったが、即日改称して協和村になった。
- 1975年2月1日 - 府中市に編入されて消滅した。

## 自然
河川
- 阿字川（芦田川支流）

山
- 岳山（標高741m）
- 霧ヶ丸山（標高559.1m）

## 産業
歴史的には、「和紙（江戸後期から明治）」、「コンニャク（大正，昭和初期）」、「畜産売買（昭和初期）」などが盛んだった時期がある。

## 大字（データは1975年1月31日現在）
- 阿字（あじ）
- 木野山（きのやま）
- 斗升（とます）
- 行縢（むかばき）

## 交通（データは1975年1月31日現在）

### 鉄道
村内には通っていない。利用するためには国鉄福塩線の中畑駅か河佐駅まで出なければならない。

### 道路
国道
村内には通っていない。
主要地方道
- 広島県道24号福山庄原線 - 1982年12月6日広島県告示第1,278号により廃止。現：広島県道24号府中上下線。

一般県道
- 広島県道182号落合世羅線 - 1982年8月12日広島県告示第848号により広島県道56号府中世羅線に路線名称変更。現：広島県道56号府中世羅三和線。
- 広島県道183号小畠府中線 - 1998年8月27日広島県告示第857号により廃止。現：広島県道417号小畠荒谷線。
- 広島県道402号金丸市場線

## 教育（データは1975年1月31日現在）
小学校
- 協和村立阿字小学校 - 府中市立阿字小学校になった後の1984年3月31日に廃校になり、府中市立北小学校に移行。
- 協和村立大正小学校 - 府中市立大正小学校になった後の1984年3月31日に廃校になり、府中市立北小学校に移行。

中学校
- 協和村立協和中学校 - 府中市に編入された後府中市立第四中学校に改称。2009年3月31日をもって廃校になる。

高等学校
- 広島県立府中高等学校協和分校 - 1980年3月31日をもって廃校になる。

## 備考
今日、協和という地名を用いた施設は郵便局・警察官駐在所などごくわずかになっている。